# Pina Cei
Pina Cei (eigentlich Giuseppina Casini; * 13. Juni 1904 in San Juan, Puerto Rico; † 1. Februar 2000 in Rom) war eine italienische Schauspielerin.

## Leben
Die Tochter eines Anwalts und der florentiner Mundartschauspielerin Luisa Cei, geboren während einer Südamerikatournee ihrer Mutter, debütierte 1922 auf der Bühne, als sie Teil des Ensembles von Raffaele Niccoli war; nach sieben Jahren als dessen erste Schauspielerin wechselte sie zu Emma Gramatica und dann zu Ruggero Ruggeri. Recht spät, 1942, war sie Teil einer auch nach ihr benannten Schauspieltruppe, Aristide Baghetti/Cei/Mario Siletti/Cesare Bettarini. Nach dem Krieg folgten Stationen bei Paola Borboni/Salvo Randone/Piero Carnabuci (1945), Nino Besozzi/Cei/Franco Scandurra (1948), dann für eine Saison erneut bei Ruggeri, mit dem sie auch eine Südamerika-Tournee unternahm, dem „Piccolo Teatro di Milano“ (1954/1955) und spät, 1968/1969, mit Sergio Fantoni/Valentina Fortunato. 1956 erhielt sie die Auszeichnung San Ginesio als beste Theaterdarstellerin in Nebenrollen. In ihren späteren Jahren spielte sie auch bei Giorgio Strehler.
1933 drehte Cei ihren ersten Film, als sie von Giovacchino Forzano mit der Rolle der Clothilde von Savoyen in Villafranca betraut wurde, wofür sie allerdings das Pseudonym Pia Torriani benutzte. Im Jahr darauf drehte sie als Pia Torniai (dem Familiennamen ihres Ehemannes). Danach wandte sie sich vom Kino ab und kehrte regelmäßig (seltene Ausflüge waren zwei Arbeiten in den 1950er Jahren und eine von 1967) erst in den 1970er Jahren zurück, wobei sie nun Neben- und Charakterrollen als (meist etwas exzentrische) Damen im fortgeschrittenen Alter übernahm. Umfangreicher war ihr Auftreten für Fernsehstücke; von mehrteiligen Verfilmungen (L'idiota, 1959 oder David Copperfield 1964) über zeitgenössische Dramenverfilmungen (von Autoren wie Ephraim Kishon und Eugène Ionesco, Arthur Miller und Molly Kazan) in den 1960er Jahren bis hin zu Originalstoffen (Knock o il trionfo della medicina, 1968).
Cei war bis zu seinem Tod mit dem Tenor Bruno Torniai verheiratet und hat mit ihm die ihrer Mutter in den Beruf folgende Tochter Anna Maria Torniai; ihre jüngere Schwester Dory war ebenfalls als Schauspielerin tätig.

## Filmografie (Auswahl)
- 1933: Villafranca
- 1973: Liebe und Anarchie (Film d’amore e d’anarchia – Ovvero “Stamattina alle 10 in via dei Fiori nella nota casa di tolleranza…”)
- 1976: Die Herrenreiterin (La padrone è servita)
- 1983: La Traviata
- 1985: Scandalosa Gilda – Die totale Unterwerfung (Scandalosa Gilda)
- 1987: Schwarze Augen (Oci ciornie)
- 1993: Ein Traum von Liebe und Tod (Una questione privata) (Fernsehfilm)
- 1994: Occhiopinocchio